# EGT

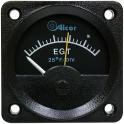
Wskaźnik EGT

Temperatura spalin (EGT) (ang. Exhaust Gas Temperature) − jeden z podstawowych wskaźników w samolocie. Na jego podstawie piloci mogą ocenić pracę i stan silnika. Wysokie wskazanie EGT jest często ostrzeżeniem o pożarze silnika.